# Полидамант (гетайр)
Полидамант (др.-греч. Πολυδάμας, IV век до н. э.) — доверенное лицо македонского военачальника Пармениона.
По словам Арриана, Полидамант был одним из царских «друзей». По предположению В. Геккеля, Полидамант по происхождению являлся, вероятнее, не македонянином, как посчитал Г. Берве, а фессалийцем. Не исключена его родственная связь с соперником Ясона Ферского.
По замечанию Квинта Курция Руфа, Полидамант входил в ближайшее окружение Пармениона: «он был особенно угоден Пармениону и в сражениях обычно стоял рядом с ним.» В 331 году до н. э., во время битвы при Гавгамелах, когда левое крыло македонской армии было потеснено персами, именно Полидаманта Парменион направил гонцом к Александру Македонскому с сообщением о своём тяжелом положении. Арриан не упомянул при описании указанных событий имени Полидаманта, что позволяет поставить под сомнение историчность этого эпизода. Однако, как отметил В. Геккель, все авторы «вульгаты» дают сокращённые описания, а у их общего источника Полидамант мог быть назван.
По свидетельству Курция Руфа и Арриана, в следующем году, после процесса и казни Филоты, Полидамант был направлен Александром с приказом к македонским военачальникам в Мидии убить Пармениона. После гибели престарелого военачальника Полидамант с трудом смог избежать экзекуции со стороны солдат Пармениона.
После отставки ветеранов в Описе в 324 году до н. э. Полидамант, видимо, вернулся вместе с Кратером в Македонию.